# Omissão da Tasmânia nos mapas da Austrália

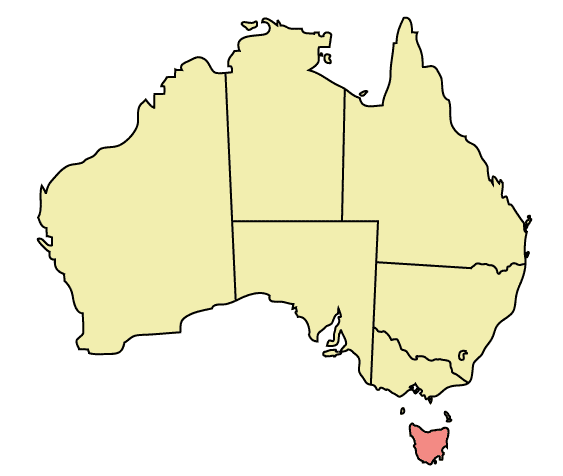
Mapa da Austrália com a Tasmânia destacada em vermelho.

O estado insular australiano da Tasmânia é por vezes omitido dos mapas da Austrália. Essas omissões são por vezes corrigidas após reclamações dos tasmanianos. 

## Omissões iniciais
Em 1909, o Daily Post de Hobart relatou que "muitas vezes os mapas da Comunidade... não são adornados com a bela ilha da Tasmânia retratada neles."

## Jogos da Commonwealth de 1982

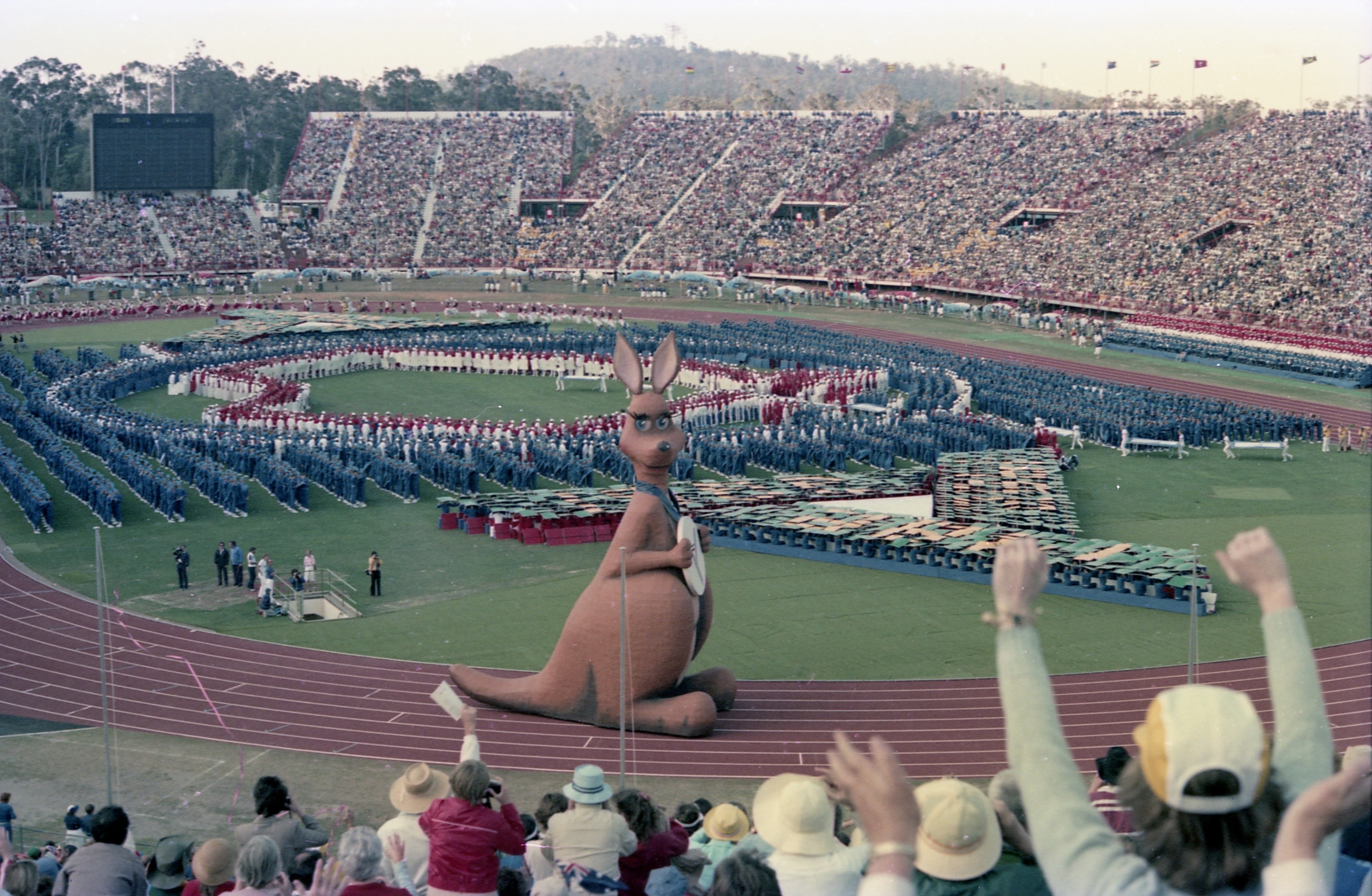
Artistas fazendo um mapa da Austrália (excluindo a Tasmânia) durante a cerimônia de abertura dos Jogos da Commonwealth de 1982.

Durante a cerimônia de abertura dos Jogos da Commonwealth de 1982, os artistas criaram um mapa da Austrália que omitia a Tasmânia.  O poeta australiano nascido na Inglaterra Andrew Sant escreveu "Off the Map" em resposta:
| “ | Identidade apagada, Perto do Continente Quem não faria alarde? Já houve guerras por menos... | ” |

## Jogos da Commonwealth de 2014
A equipe australiana de natação nos Jogos da Commonwealth de 2014 recebeu trajes de banho de treinamento com um design estilizado com mapas da Austrália, além de cangurus e emas. Os animais obscureciam a Tasmânia, e o design foi criticado por deixar a Tasmânia fora do mapa. O primeiro-ministro da Tasmânia, Will Hodgman, chamou a omissão de "anti-australiana e imperdoável".

## Outros incidentes

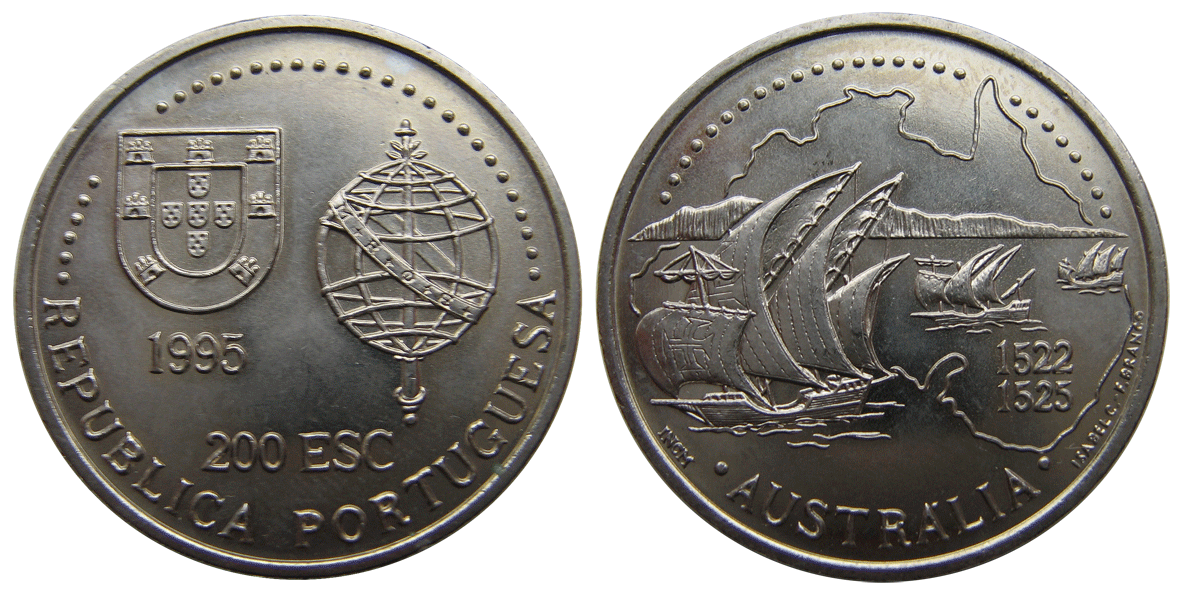
Em 1995, Portugal emitiu uma moeda de 200 escudos comemorando a descoberta da Austrália por Portugal, mas o mapa usado não incluía a Tasmânia.

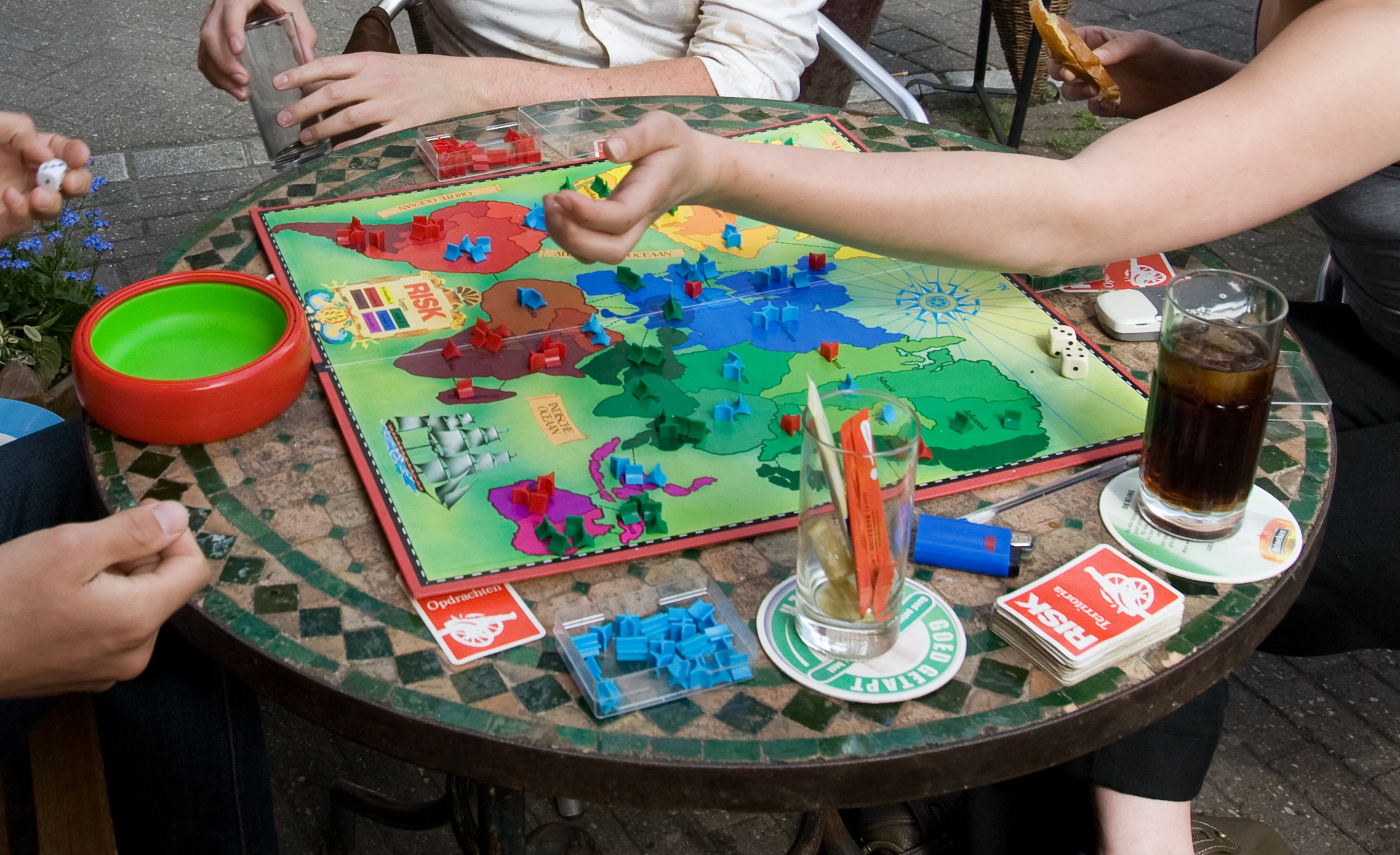
O mapa do jogo de tabuleiro Risco inclui a Austrália, mas não a Tasmânia

- Os atletas australianos nos Jogos Olímpicos de Verão de 1956, realizados em Melbourne, usaram fatos de treino que apresentavam um mapa da Austrália, excluindo a Tasmânia.[4]
- O jogo de corrida de Top Gear 2 de 1993 omitiu a Tasmânia do mapa de tela de "seleção de país" da Australásia.[5]
- Em 2000, a ilha foi deixada de fora do mapa australiano em parte da literatura oficial das Olimpíadas de Sydney.[6]
- A Tasmânia foi omitida do mapa da Austrália mostrado em alguns cartazes promocionais do filme Austrália de 2008.[3]
- Em 2012, a Arnott's Biscuits produziu um biscoito no formato da Austrália continental.[7]
- Em 2013, a Austrália Meridional adotou um logotipo que omitia a Tasmânia.[8]
- Em 2016, os supermercados Woolworths foram forçados a retirar da venda os bonés do Dia da Austrália que continham um mapa da Austrália sem a Tasmânia.[1]
- Em 2019, a Thins Crisps lançou uma batata frita com sabor de torta e molho que tinha um mapa da Austrália com a Tasmânia omitida na embalagem.[9]
- Muitas edições do jogo de tabuleiro Risco não incluem a Tasmânia (ou Nova Zelândia.)[10][11]

## Exposição Estado da Invisibilidade 2022
Em outubro de 2022, o publicitário Hamish Thompson realizou uma exposição intitulada "Estado da Invisibilidade", destacando a ausência da Tasmânia em mapas nacionais, souvenirs e memorabilia federal. A exposição pareceu repercutir e foi coberta pela imprensa local e nacional em toda a Austrália.